# Stachlige Baumwollratte

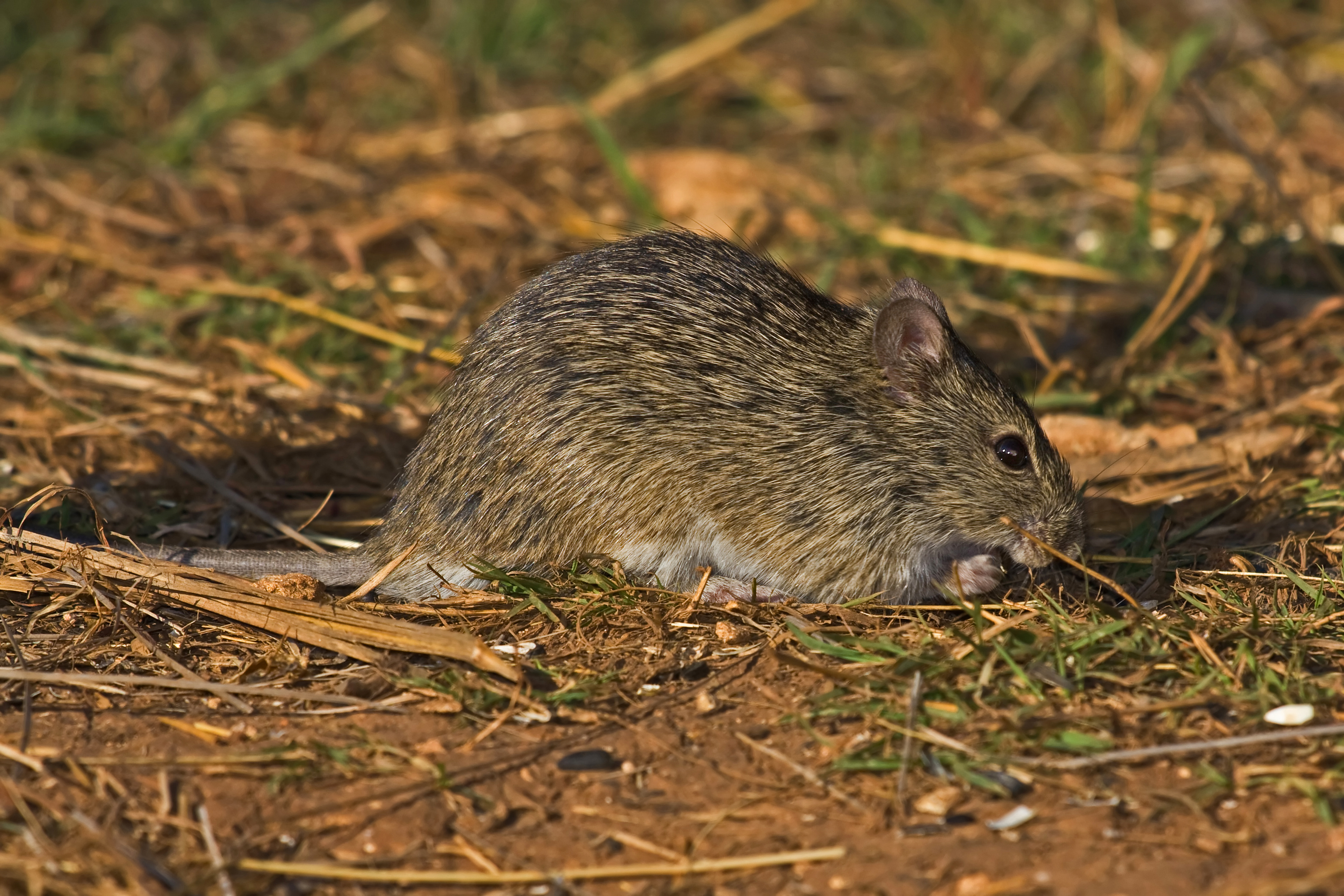
Sigmodon hispidus in Texas

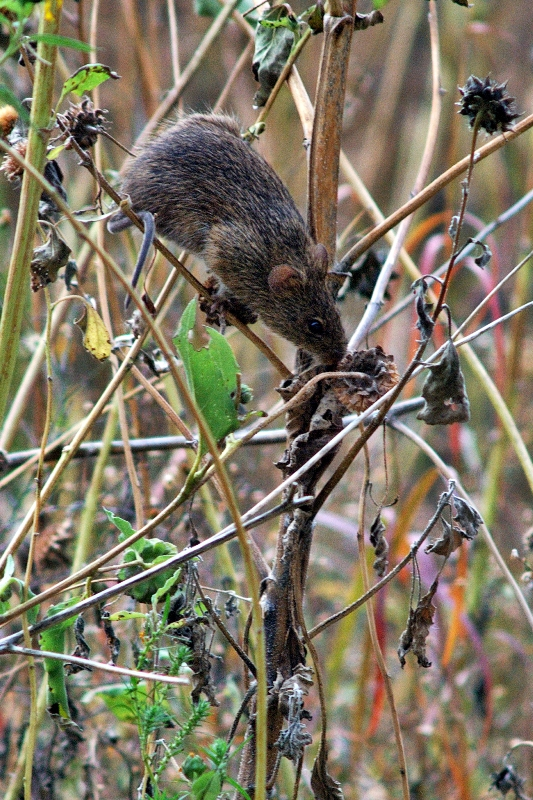
Sigmodon hispidus am Blütenkorb einer Sonnenblume

Die Stachlige Baumwollratte (Sigmodon hispidus) ist ein in Nord-, Mittel- und Südamerika lebendes Nagetier (Rodentia) aus der Familie der Wühler (Cricetidae) und der Gattung der Baumwollratten (Sigmodon). Der Artname leitet sich von dem lateinischen Wort hispidus mit der Bedeutung „borstig“ ab und bezieht sich auf das raue, stachlige Fell erwachsener Individuen.

## Merkmale
Die Stachlige Baumwollratte erreicht eine Gesamtlänge von 224 bis 365 Millimetern, wovon der Schwanz eine Länge von 81 bis 166 Millimetern einnimmt. Das Fell ist auf der Oberseite rau und stachlig. Es hat eine bräunliche bis schwärzliche Farbe und ist zuweilen mit grauen Haaren durchsetzt. Die Unterseite ist weißgrau bis dunkelgrau, zuweilen schwach gelblich gefärbt. Der dunkelgraue Schwanz ist geringelt beschuppt und schwach behaart. Das Gewicht erwachsener Tiere reicht von 110 bis 225 Gramm bei den Männchen und von 100 bis 200 Gramm bei den Weibchen. Jungtiere sind zunächst kürzer und dunkler behaart und nehmen nach etwa fünf bis sechs Wochen das Aussehen der Elterntiere an. Die Zahnformel lautet I1/1-C0/0-P0/0-M3/3 mit insgesamt 16 Zähnen.

## Ähnliche Arten
Die bis zum Jahr 1970 als Unterart geführte Arizona-Baumwollratte (Sigmodon arizonae) unterscheidet sich durch die Schädelstruktur. Die Stachlige Baumwollratte unterscheidet sich von anderen Vertretern der Baumwollratten (Sigmodon) in der chromosomalen Morphologie.

## Verbreitung und Lebensraum
Das Verbreitungsgebiet der Stachligen Baumwollratte erstreckt sich vom Süden und Südosten der USA durch Mittelamerika bis in den Norden von Südamerika. Es wird eine Vielzahl von regionalen Unterarten geführt.
Die Art kommt in vielen unterschiedlichen Lebensräumen vor, dazu zählen Gras- und Strauchlandschaften, Savannen, Prärien sowie Ufergebiete und lichte Wälder mit dichtem Unterholz. Sie bewohnen auch landwirtschaftlich genutzte Flächen, beispielsweise Sonnenblumen- oder Baumwollfelder.

## Gefährdung
Die Stachlige Baumwollratte ist in den meisten ihrer Verbreitungsgebiete zahlreich zu finden und wird von der Weltnaturschutzorganisation IUCN demzufolge als „Least Concern = nicht gefährdet“ klassifiziert.

## Lebensweise
Die tag- und nachtaktiven Stachligen Baumwollratten leben in becher- oder kugelförmigen Nestern, die aus gewebten Gräsern angelegt werden. Der Nesteingang wird in klimatisch ungünstigen Regionen meist nach Südosten ausgerichtet, um die Abkühlung des Nestes durch kalte Nordwestwinde gering zu halten.
Die Weibchen können sich zu jedem Zeitraum im Jahr paaren. Nach einer Paarung werfen sie nach ca. 27 Tagen zwischen einem und 15 Junge. Diese sind schon gut entwickelt und können bei der Geburt bereits laufen, obwohl ihre Augen noch geschlossen sind. Die Augen öffnen sich normalerweise zwischen 18 und 36 Stunden nach der Geburt. Sie wachsen schnell und nehmen etwa ein bis zwei Gramm pro Tag an Gewicht zu. Die Jungtiere werden vom Weibchen betreut und in der Regel nach 10 bis 15 Tagen entwöhnt. Männliche Stachlige Baumwollratten werden nach 60 Tage geschlechtsreif, bei Weibchen tritt die Geschlechtsreife bereits nach 30 bis 40 Tagen ein. Aufgrund von unterschiedlichen klimatischen Gegebenheiten können sich regionale Abweichungen von diesen Zeiten ergeben. Die Tiere gelten als eines der produktivsten Säugetiere auf dem amerikanischen Kontinent, da die Weibchen in der Lage sind, mehrere zahlenmäßig umfangreiche Würfe pro Jahr zu generieren.

## Ernährung und Feinde

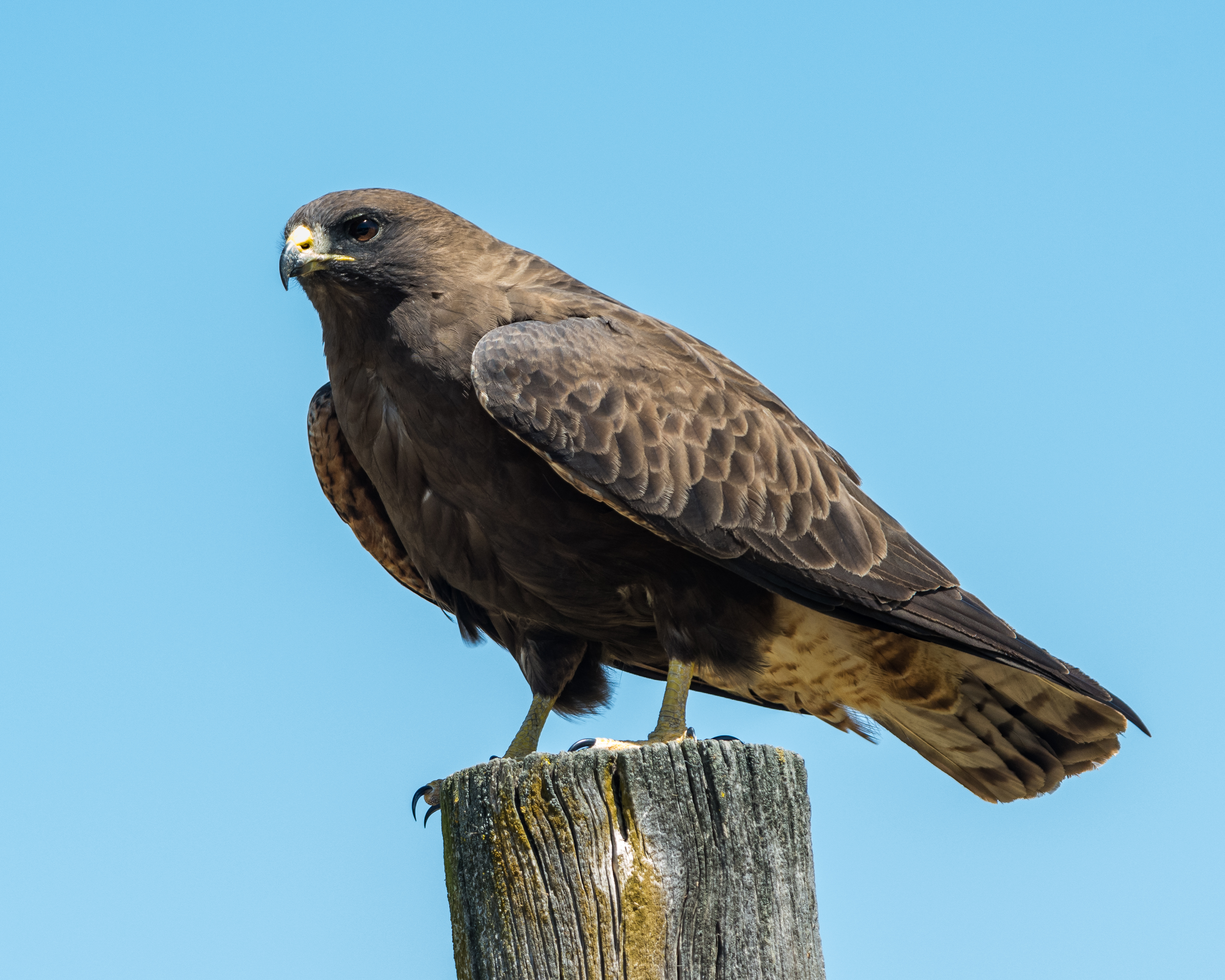
Präriebussard, ein Fressfeind

Stachlige Baumwollratten sind Allesfresser. Der überwiegende Teil ihrer Nahrung besteht jedoch aus grüner Vegetation. Nur gelegentlich fressen sie Insekten und andere kleine Tiere. Bevorzugte Nahrung sind die Stängel, Blätter und Samen von Wild- und Kulturpflanzen. Zuweilen werden auch Beeren, Wurzeln und Knollen verzehrt. Nahrungsvorräte werden in ihren Nestern nicht angelegt.
Fressfeinde der Stachligen Baumwollratte sind eine Vielzahl von Raubvögeln, Schlangen und fleischfressenden Säugetieren. In Oklahoma sind sie die Hauptbeute des Präriebussards (Buteo swainsoni). Aufgrund ihrer hohen Vermehrungsrate stellen sie einen wichtigen Bestandteil der Ernährung vieler Tiere dar.

## Bedeutung für den Menschen
Außer der gelegentlichen Schädlichkeit in der Landwirtschaft, ist die Stachlige Baumwollratte als Überträger einer Reihe von für Menschen und Nutztiere gefährlichen Krankheiten in Erscheinung getreten, dazu zählen Tollwut, die Chagas-Krankheit und die der Östlichen Pferdeenzephalomyelitis ähnliche Venezuelan equine encephalomyelitis.
Aufgrund ihrer Fähigkeit, sich schnell und vielfach zu vermehren, werden Stachlige Baumwollratten bei Laborexperimenten für die Untersuchung von Infektionskrankheiten oftmals eingesetzt. Bereits 1939 wurden Versuche an Stachligen Baumwollratten mit Polioviren durchgeführt, um Erkenntnisse über die spinale Kinderlähmung zu gewinnen.